# 恋なんて呼ばない
「恋なんて呼ばない」（こいなんてよばない）は、日本の歌手である沢田研二の64枚目のシングルである。1997年10月26日に東芝EMIのイーストワールドレーベルより発売された。

## 解説
- 前作に引き続き、同年発売のアルバム『サーモスタットな夏』からのリカットシングル。同アルバムからは10曲中6曲がシングル化された（カップリング曲含む）ことになる。

## 収録曲
- 全作詞：覚和歌子／編曲：白井良明

1. 恋なんて呼ばない
  - 作曲：八島順一
2. 言葉にできない僕の気持ち
  - 作曲：藤井尚之